# Arthromelodes gyamda
Arthromelodes gyamda (лат.) — вид жуков-ощупников (Pselaphinae) из семейства стафилиниды. Эндемик Тибета.

## Распространение
Китай, Тибет, Тибетский автономный район, Gongbo'gyamda County, (29°53’60”N, 93°14’22”E и 30°03’19”N, 93°46’46”E), на высоте 3500—3750 м.

## Описание
Мелкие коротконадкрылые жуки. Длина тела около 2,2 мм. Основная окраска красновато-коричневая. Основные отличия от близких видов: голова усеченная в основании; темя с неглубокой, слабо изогнутой поперечной бороздкой между усиковыми бугорками и умеренно длинным медиобазальным килем, вершинные ямки относительно мелкие и асетозные; усики удлиненные, без изменений; антенномеры 1—7 каждый слабо удлиненный, 8 самый маленький, 9 и 10 примерно такой же длины, как ширина, 11 такой же длины, как 9 и 10 вместе взятые. Дискальная полоса надкрылий тонкая и неглубокая, простирается назад примерно до половины длины надкрылий. Передние и задние ноги простые, мезотрохантер с длинным вентральным выступом, мезофемур с коротким вентральным шипом, мезотибии с небольшим вершинным зубцом. Брюшко с большим тергитом 1 (IV) длиннее тергитов 2—4 (V—VII) вместе взятых; тергиты 1—4 каждый изменены (IV—VII). Эдеагус сильно асимметричный, срединная доля относительно короткая, вентральный стебелек в дорсальном виде широкий, дорсальная доля удлиненная, вершина сильно закручена, парамеры редуцированы и образуют единую мембранозную структуру.

## Систематика и этимология
Вид был впервые описан в 2022 году китайским энтомологом Zi-Wei Yin (Shanghai Normal University, Шанхай, Китай). Самцы нового вида отличаются от самцов всех сородичей по относительно небольшой голове и коротким усикам, уникальным модификациям тергитов 1—4 (IV—VII), а также по форме эдеагуса. Видовое название Arthromelodes gyamda происходит от места обнаружения (Gongbo'gyamda County).